# Shaoyang
Shaoyang (en chino, 邵阳市; pinyin, Shàoyáng) es una ciudad-prefectura en la provincia de Hunan, República Popular China. Situada en medio de la provincia, limita al norte con Loudi, al sur con la provincia de Guangxi, al oeste con Huaihua y al este con Yongzhou y Hengyang. Su área es de  20 824 km² y su población total para 2020 superó los 6,5 millones de  habitantes. 
Shaoyang tiene una historia de 2500 años y sigue siendo un importante centro comercial y de transporte en Hunan.
Shaoyang es una de las principales áreas de reserva forestal en la provincia de Hunan. Tiene una cobertura forestal del 42.7%, el más alto en la provincia de Hunan.

## Administración
La ciudad-prefectura de Shaoyang se organiza en 12 localidades que se administran en 3 distritos urbanos, 2 ciudades suburbanas y 7 condados rurales, de los cuales 1 es autónomo.
- Distrito Shuangqing (双清区)
- Distrito Daxiang (大祥区)
- Distrito Beita (北塔区)
- Ciudad Wugang (武冈市)
- Ciudad Shaodong (邵东市)
- Condado Shaoyang (邵阳县)
- Condado Xinshao (新邵县)
- Condado Longhui (隆回县)
- Condado Dongkou (洞口县)
- Condado Suining (绥宁县)
- Condado Xinning (新宁县)
- Condado autónomo Chengbu (城步苗族自治县)

## Toponimia y nombres
El topónimo Shaoyang se compone de los sinogramas Shao (nombre propio) y Yang (norte), lo que da como resultado "al norte del [río] Shao". Muchos lugares de China, en el nombre llevan "Yang" porque están situadas al norte de un río (siguiendo las tradición del Feng shui con el Yin y yang).
En el año 5 AD, Zhaoyang (昭阳) recibió el título de Marqués, por lo que estas tierras se conocían como el Marquesado Zhaoyang (昭阳侯国). Wang Mang usurpó la Dinastía Han y abolió el Marquesado, cuando fue restaurada la dinastía Han, Zhaoyang fue restaurada como condado.
En el año 280,  del Emperador Wu de la Dinastía Jin, para evitar el 
tabú que un lugar lleve el nombre de un gobernante, el de Sima Zhao, Zhaoyang se renombró como Shaoyang. Este cambio fue aceptado por que la cabecera condal se ubica al norte del río Shao (邵水), de ahí el nombre Shaoyang.
Durante la dinastía Sui, los nombres de las Provincias (Zhou) eran de un solo carácter, por lo que tomó el nombre de Provincia Shao (邵州 Shaozhou).
Baoqing fue el primer título de reinado del emperador Lizong de la dinastía Song del Sur, con ese título, Lizong proclamó el nombre de Shaozhou, donde había vivido y en año 1225 fue conocida como Baoqing (宝庆府). El término "Baoqing" se utilizó hasta 1928 cuando recuperó el nombre de Shaoyang. 

## Clima
Shaoyang tiene un clima subtropical húmedo de cuatro estaciones, con inviernos frescos y húmedos, y veranos calurosos y húmedos. El invierno comienza relativamente seco, pero no soleado, y se vuelve progresivamente más húmedo y nublado; la primavera trae las lluvias más frecuentes e intensas del año. El verano es relativamente soleado, mientras que el otoño es algo seco. La temperatura media mensual oscila entre los 5,2 °C en enero y los 28,2 °C en julio, mientras que la media anual es de 17,05 °C. La precipitación anual es de unos 1340 mm.
| Parámetros climáticos promedio de Shaoyáng (1971−2000) | Parámetros climáticos promedio de Shaoyáng (1971−2000) | Parámetros climáticos promedio de Shaoyáng (1971−2000) | Parámetros climáticos promedio de Shaoyáng (1971−2000) | Parámetros climáticos promedio de Shaoyáng (1971−2000) | Parámetros climáticos promedio de Shaoyáng (1971−2000) | Parámetros climáticos promedio de Shaoyáng (1971−2000) | Parámetros climáticos promedio de Shaoyáng (1971−2000) | Parámetros climáticos promedio de Shaoyáng (1971−2000) | Parámetros climáticos promedio de Shaoyáng (1971−2000) | Parámetros climáticos promedio de Shaoyáng (1971−2000) | Parámetros climáticos promedio de Shaoyáng (1971−2000) | Parámetros climáticos promedio de Shaoyáng (1971−2000) | Parámetros climáticos promedio de Shaoyáng (1971−2000) |
| Mes                                                    | Ene.                                                   | Feb.                                                   | Mar.                                                   | Abr.                                                   | May.                                                   | Jun.                                                   | Jul.                                                   | Ago.                                                   | Sep.                                                   | Oct.                                                   | Nov.                                                   | Dic.                                                   | Anual                                                  |
| ------------------------------------------------------ | ------------------------------------------------------ | ------------------------------------------------------ | ------------------------------------------------------ | ------------------------------------------------------ | ------------------------------------------------------ | ------------------------------------------------------ | ------------------------------------------------------ | ------------------------------------------------------ | ------------------------------------------------------ | ------------------------------------------------------ | ------------------------------------------------------ | ------------------------------------------------------ | ------------------------------------------------------ |
| Temp. máx. media (°C)                                  | 8.7                                                    | 10.2                                                   | 14.4                                                   | 21.1                                                   | 26.0                                                   | 29.4                                                   | 32.8                                                   | 32.4                                                   | 28.3                                                   | 23.0                                                   | 17.4                                                   | 12.1                                                   | 21.3                                                   |
| Temp. mín. media (°C)                                  | 2.6                                                    | 4.3                                                    | 7.9                                                    | 13.7                                                   | 18.3                                                   | 22.0                                                   | 24.4                                                   | 24.1                                                   | 20.3                                                   | 14.9                                                   | 9.4                                                    | 4.5                                                    | 13.9                                                   |
| Precipitación total (mm)                               | 67.5                                                   | 82.8                                                   | 118.4                                                  | 166.2                                                  | 198.7                                                  | 200.4                                                  | 125.4                                                  | 124.3                                                  | 79.6                                                   | 87.7                                                   | 59.6                                                   | 33.8                                                   | 1344.4                                                 |
| Días de precipitaciones (≥ 0.1 mm)                     | 15.3                                                   | 15.3                                                   | 18.6                                                   | 17.8                                                   | 16.9                                                   | 15.2                                                   | 11.4                                                   | 11.6                                                   | 8.8                                                    | 11.7                                                   | 10.1                                                   | 9.6                                                    | 162.3                                                  |
| Fuente: Weather China                                  |                                                        |                                                        |                                                        |                                                        |                                                        |                                                        |                                                        |                                                        |                                                        |                                                        |                                                        |                                                        |                                                        |